# شركة اور العامة
شركة اور العامة هي شركة حكومية عراقية تأسست سنة 1988، نتيجة دمج كل من المنشأة العامة للقابلوات والأسلاك الكهربائية والمنشأة العامة لصناعة الألمنيوم في العراق، وهي إحدى شركات وزارة الصناعة والمعادن.
تنتج الشركة القابلوات والأسلاك الكهربائية بأنواعها وأسلاك اللف المعزولة بالإيناميل والقابلوات والأسلاك الهاتفية والضوئية بأنواعها المختلفة وإنتاج وسباكه الألمنيوم بأنواعه من صفائح ومقاطع وأنابيب وأسلاك وبأشكاله المختلفة.